# Шахі (монета)

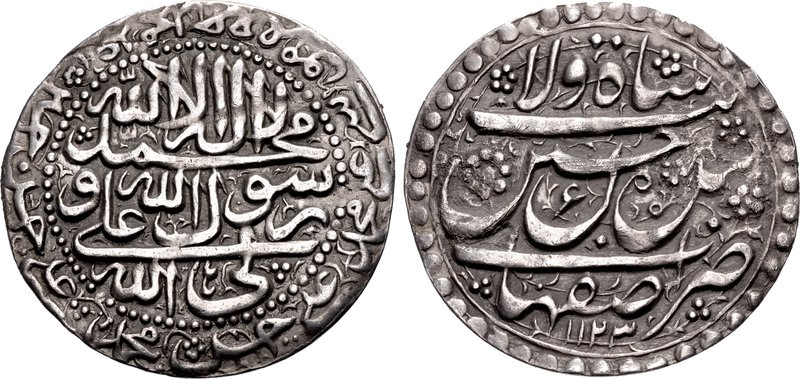
Шахін Хусейна І, Ісфаган, Персія, 1694—1722

Шахі, шахін, або шагін (перс. شاهی, тур. şahi) — стародавня перська срібна монета. Шахі дорівнював 1/4 срібної монети аббасі або 10 мідним казбеґі (kazbegi).
За припущенням українського історика Владислава Безпалька, від слова шагін походить українська назва монети шаг.

## Опис
Монетні написи на перських шахінах зроблені за зразком ранніх тимуридських монет. 

### Аверс
Аверс містив коротку генеалогію правителя, чиї предки належали до шиїтської течії ісламу. 
Наприклад, на монеті Мухаммада Худабенде, шаха Персії у 1577—1587 роках, на аверсі викарбувана арабською легенда: 

| «شاه بن طهماسب الحسينى خلد الله ملكه» – «Слуга імама Мухаммада Махді, мир йому та благословення, султан Абу аль-Музаффар Мохаммед Падишах, син Тахмасба аль-Хусайні, нехай Бог увічнить його правління[3]. |

### Реверс
На реверс вибивали шахаду, імена праведного халіфа Алі та дванадцяти імамів: 
| «لا اله الا الله محمد رسول الله علي ولي الله علي حسن حسين علي محمد جعفر موسى علي محمد علي حسن م حمد» – «Немає бога крім Аллаха і Мухаммад — пророк його. Алі — Намісник Бога. Алі, Хасан, Хусейн, Алі, Мухаммед, Джафар, Муса, Алі, Мухаммед, Алі, Хасан, Мухаммед»[3]. |

## Карбування монети
Походження назви бере початок у карбуванні монет центральноазійським правителем Шахрухом з династії Тимуридів. Від його імені зрештою утворилася назва монети. Протягом XV—XVI століть тип монети поширився в регіоні.
Срібний шахін разом із золотим ашрафі ввели в обіг під час правління сефевідського шаха Ісмаїла I (правив у 1501—1524). Шахін важив 9,2 г. Номінальна вартість шахіна в 50 динарів була точно задокументована лише з кінця XVI століття. Монети мали різні номінали: 1/4, 1/2, 1, 2 і 4 шахіна. Найпоширенішим були два шахіни (do-šāhī). Фіксованого обмінного курсу між шахіном та ашрафі ніколи не існувало.
Одразу після свого приходу до влади Аббас I (правив у 1588—1629) замінив подвійний шахін на монету в 4 шахіни, відому як аббасі, яка домінувала як срібна монета в Персії до кінця XVIII століття і як розмінна монета в Афганістані до 1925 року. Нову грошову реформу провів Надер-шах Афшар (правив у 1736—1747), який поєднав іранську та індійську валютні системи. Монети номіналом 1, 6 і 20 шахінів карбували до 1739 року. Згодом їх замінили на 1 або 10 шахінів. Остання відома як рупія і мала масу 11,5 г.
У Каджарський період, між 1796 і 1825 роками, основним номіналом був ріал, який мав вартість 1250 динарів, або 25 шахінів. Широко поширеними монетами цього часу були монети номіналом 1/2 ріала (12,5 шахіна), які карбувалися по всій країні, 1/3 ріала (8 шахінів) з Тегерана, 1/4 ріала (6 шахінів) з Тебрізу, 1/5 ріала (5 шахінів) з Ісфахана та Єзда. 1825 року Фатех Алі-шах Каджар (правив у 1797—1834) змінив стандарт з одного ріалу в 1250 динарів на кран у 1000 динарів (20 шахінів). Кран карбували номіналом 1/2 (10 шахінів) та 1/4 (5 шахінів), а разом з ним — білий шахін зі срібла, щоб відрізнити його від мідного шахіна. Білі шахіни карбували не як обігові, а як подарункові монети на Новруз. У ХХ столітті їхня вартість становила 1/8 шахіна (трохи більше 156 динарів). Останні білі шахіни випустили 1924 року. Відтоді продавались лише у вигляді спочатку срібних, а згодом латунних жетонів для святкування Нового року.
Ранні шахіни карбували в перській столиці Тебріз, а після завоювання Узбецького ханства в 1510 році їх почали випускати і в Хорасані. Перси карбували ці гроші також на монетарнях у містах на Кавказі: в Єревані і Тифлісі.

## Шахіни в Османської імперії
Шахін (тур. şahi) був в обігу в Азербайджані та південних землях Османської імперії. Оскільки ця валюта була ціннішою і престижнішою за акче, вона швидко набула поширення. Шахін також дозволили карбувати на монетарнях Багдада, Басри, Алеппо, Аміди та Вана, що межували з Іраном. Вага срібної монети становила один міскаль, який у 1513 році дорівнював 4,608 г і коштував приблизно 6,5 акче. Хоча Селім II (1524—1574) марно намагався примусити Амідську монетарню замість шахіна карбувати монету під назвою «селімі» на свою честь. 1583 року вилучили з обігу шахіни зі східних монетних дворів через порушення стандартів карбування. У 1588/1589 році в Стамбулі вартість одного шахіна дорівнювала 8 акче.

## Шагін і шаг
За припущенням українського історика Владислава Безпалька, від перської монети шахін (шагін) походить назва української монети шаг. Через Персію шахіни потрапили до Османської імперії, з якою перси постійно вели безперервні війни за контроль над Південним Кавказом, східною Анатолією та Іраком. Певний час шахіни були в обігу на підконтрольній туркам території півдня України і Молдови. Згодом торговельні зв'язки регіону з Османською імперією послабшали, натомість посилилися з Річчю Посполитою. Східні монети витіснив польський трояк (три гроші), який населення за звичкою й далі називало шагіном або скорочено шагом.

## Перські шахіни

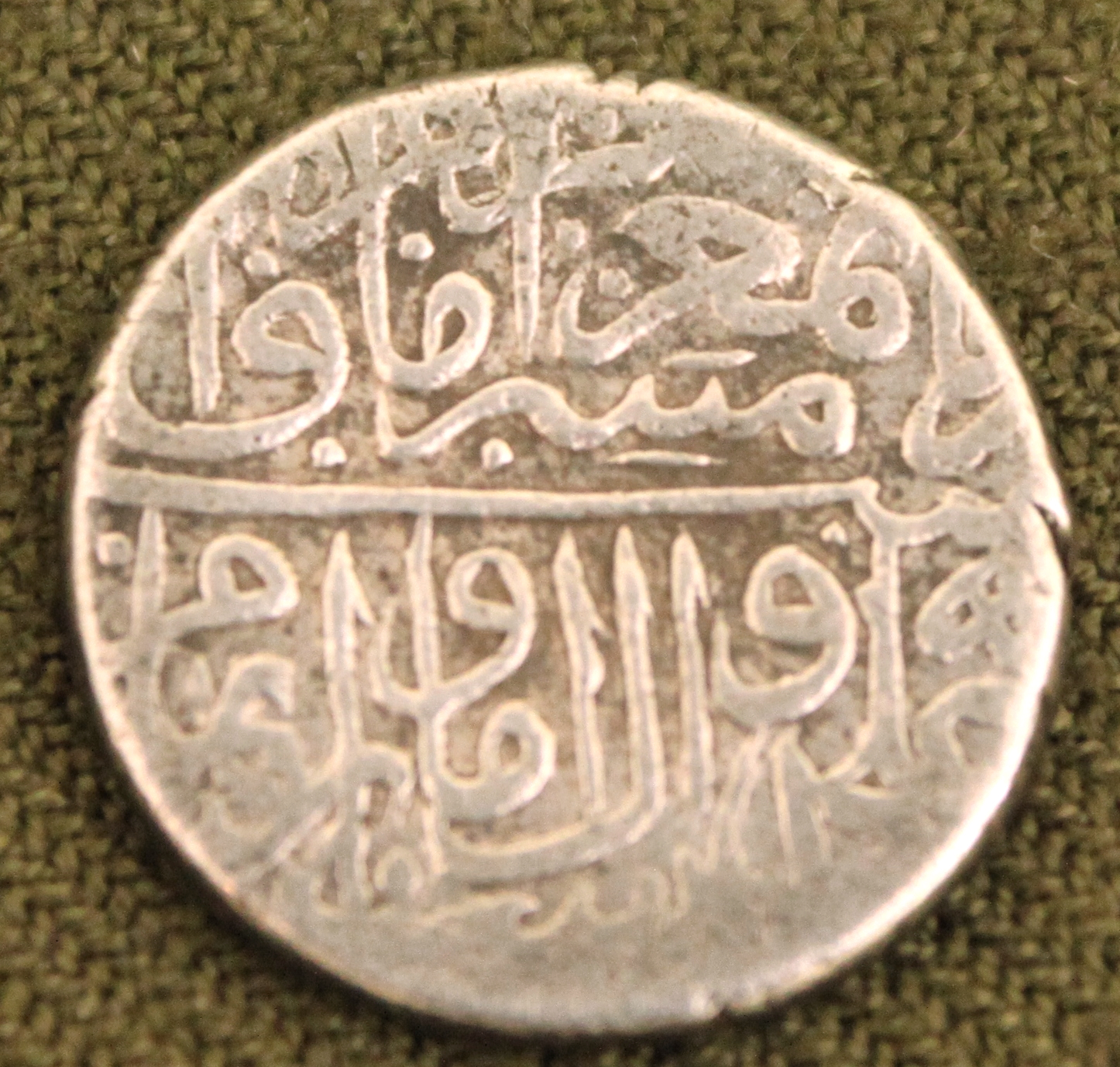
2 шахіни Ісмаїла II, 1576—1578
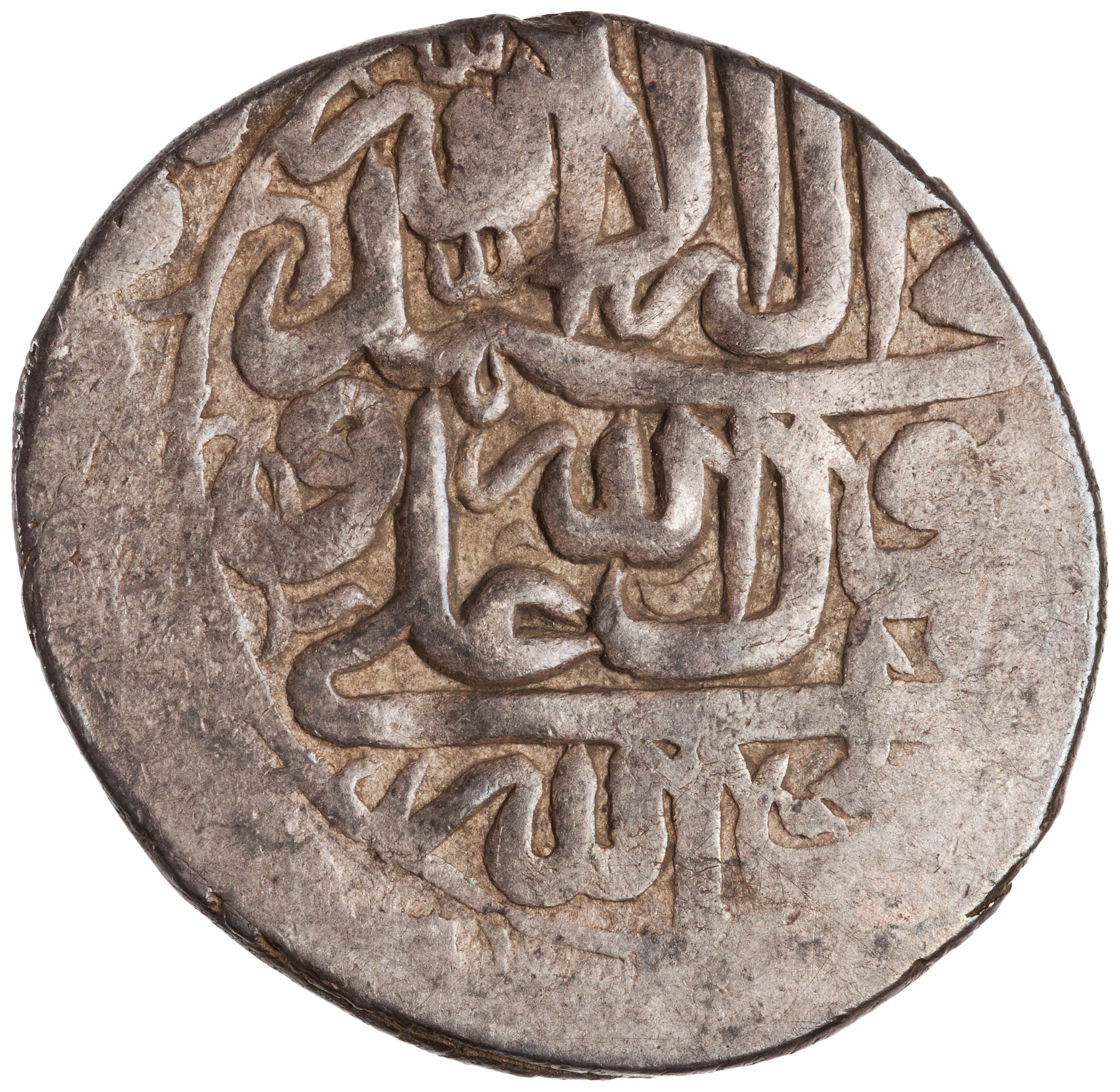
Шахін Аббаса ІІ, Тифліс, 1665/6 рік (аверс).
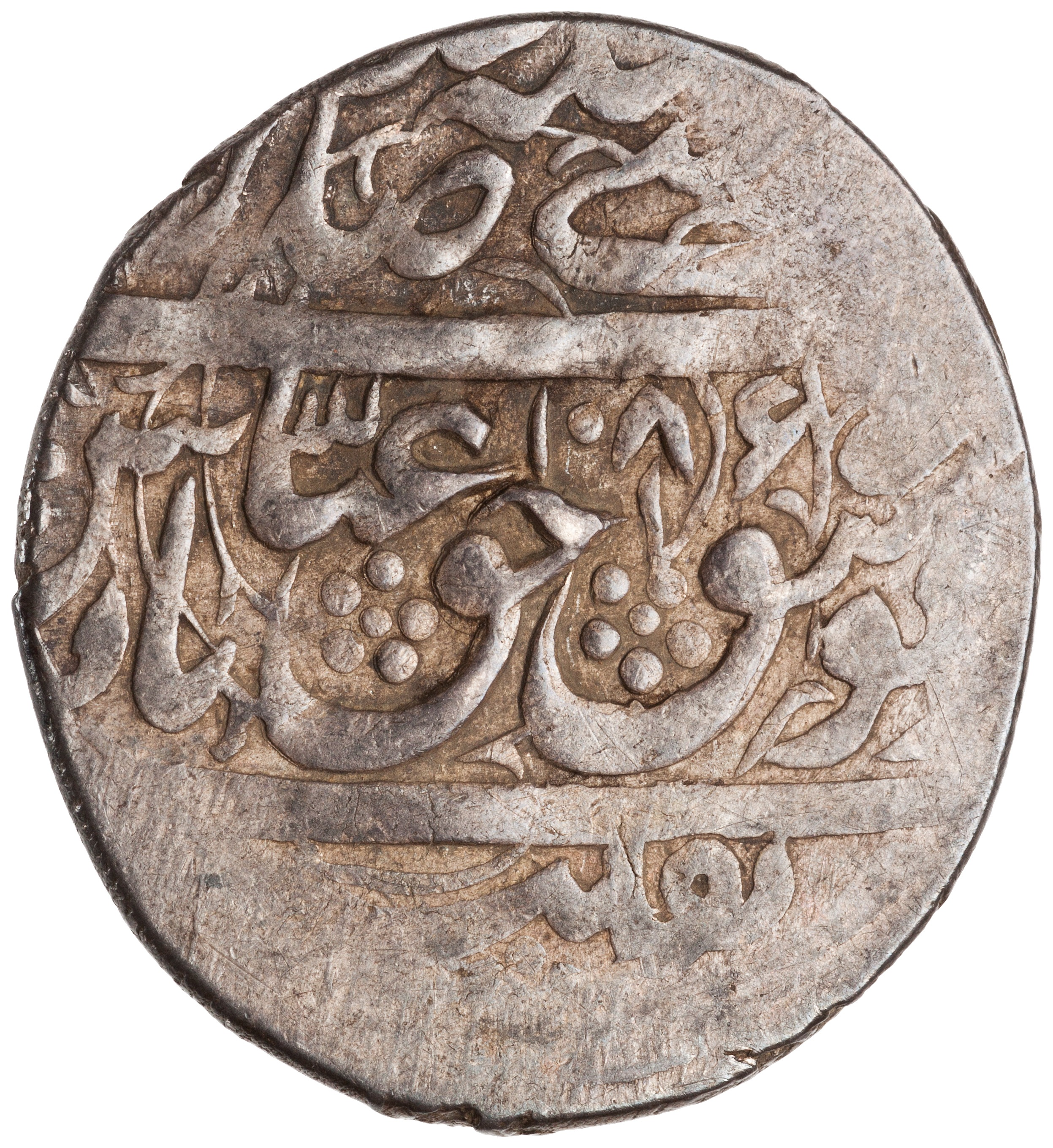
Шахін Аббаса ІІ (реверс)
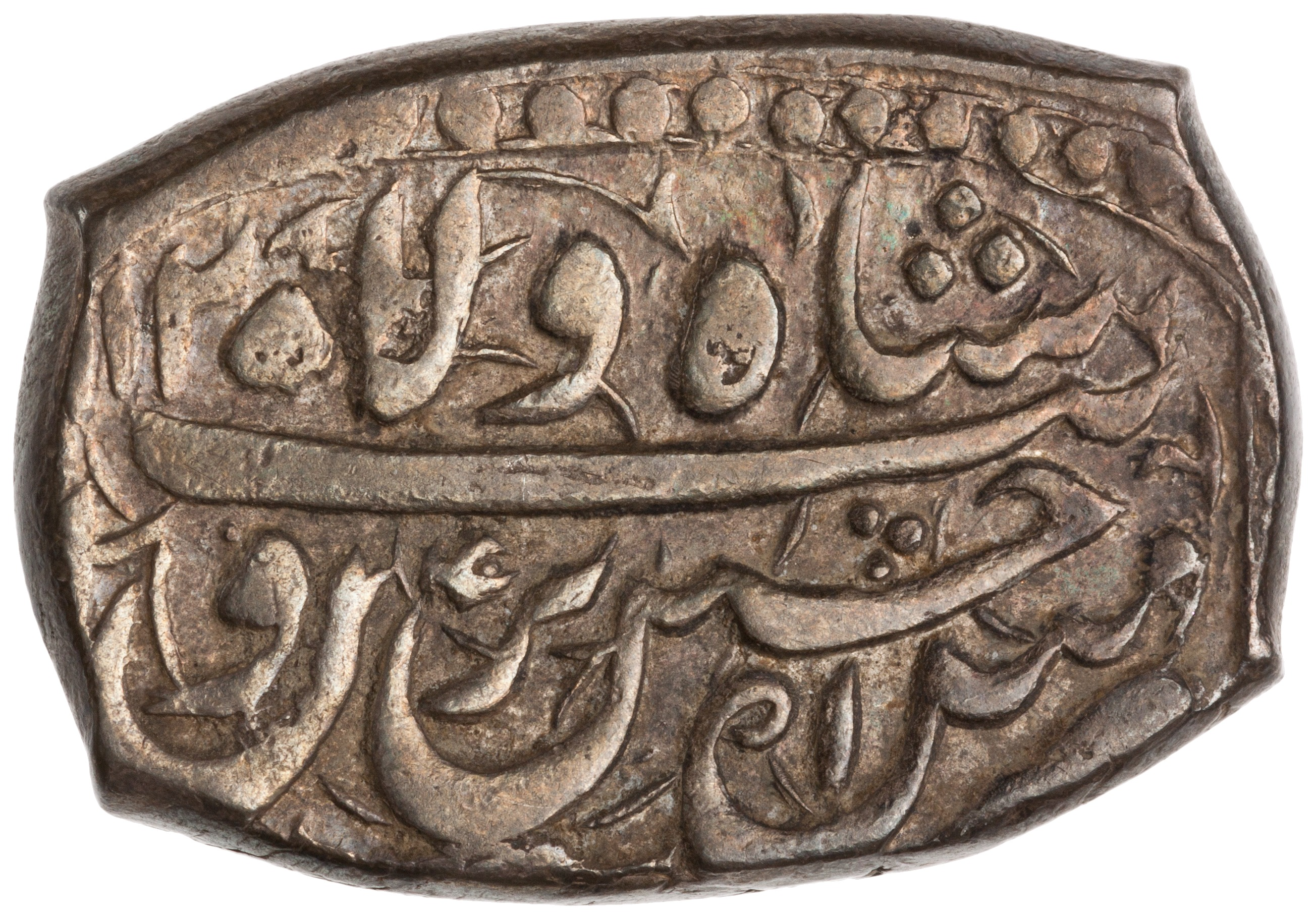
5 шахінів Хусейна І, Єреван, 1694-1722